# 5975 Otakemayumi
5975 Otakemayumi este un asteroid din centura principală de asteroizi.

## Descriere
5975 Otakemayumi este un asteroid din centura principală de asteroizi. A fost descoperit pe 21 septembrie 1992 la Kitami de Kin Endate și Kazuro Watanabe. Asteroidul prezintă o orbită caracterizată de o semiaxă mare de 2,55 ua, o excentricitate de 0,09 și o înclinație de 15,0° în raport cu ecliptica.